# Željko Mavrović
Željko Mavrović, hrvaški boksar in podjetnik, * 17. februar 1969, Zagreb, SR Hrvaška
Velja za enega najboljših hrvaških boksarjev. Leta 1998 se je kot neporaženi boksar pomeril z Lennoxom Lewisom za naslov WBC v težki kategoriji, vendar je izgubil v svojem zadnjem boju. Po upokojitvi iz boksa je Mavrović postal podjetnik.